# Arnold von Langenbeck

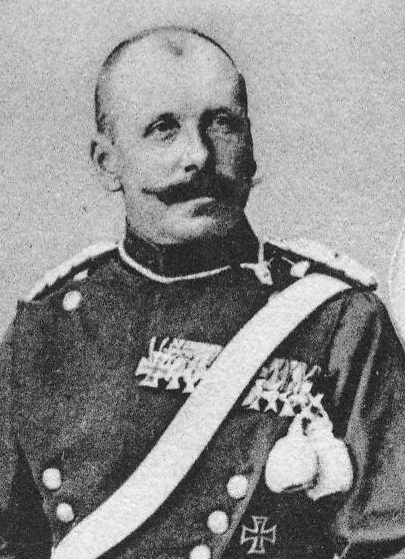
Arnold von Langenbeck

Arnold Georg Eduard von Langenbeck (Geburtsname: Arnold Georg Eduard Langenbeck; * 13. Mai 1841 in Göttingen; † 26. Juni 1916 in Wiesbaden) war ein deutscher Offizier und zuletzt General der Kavallerie des Heeres, der unter anderem zwischen 1894 und 1897 Kommandeur der 2. Division, von 1897 bis 1898 Kommandeur der 33. Division sowie zuletzt zwischen 1898 und 1906 Kommandierender General des II. Armee-Korps war.

## Leben

### Familiäre Herkunft, Offiziersausbildung und Teilnahme an den Kriegen 1864, 1866 und 1870/71

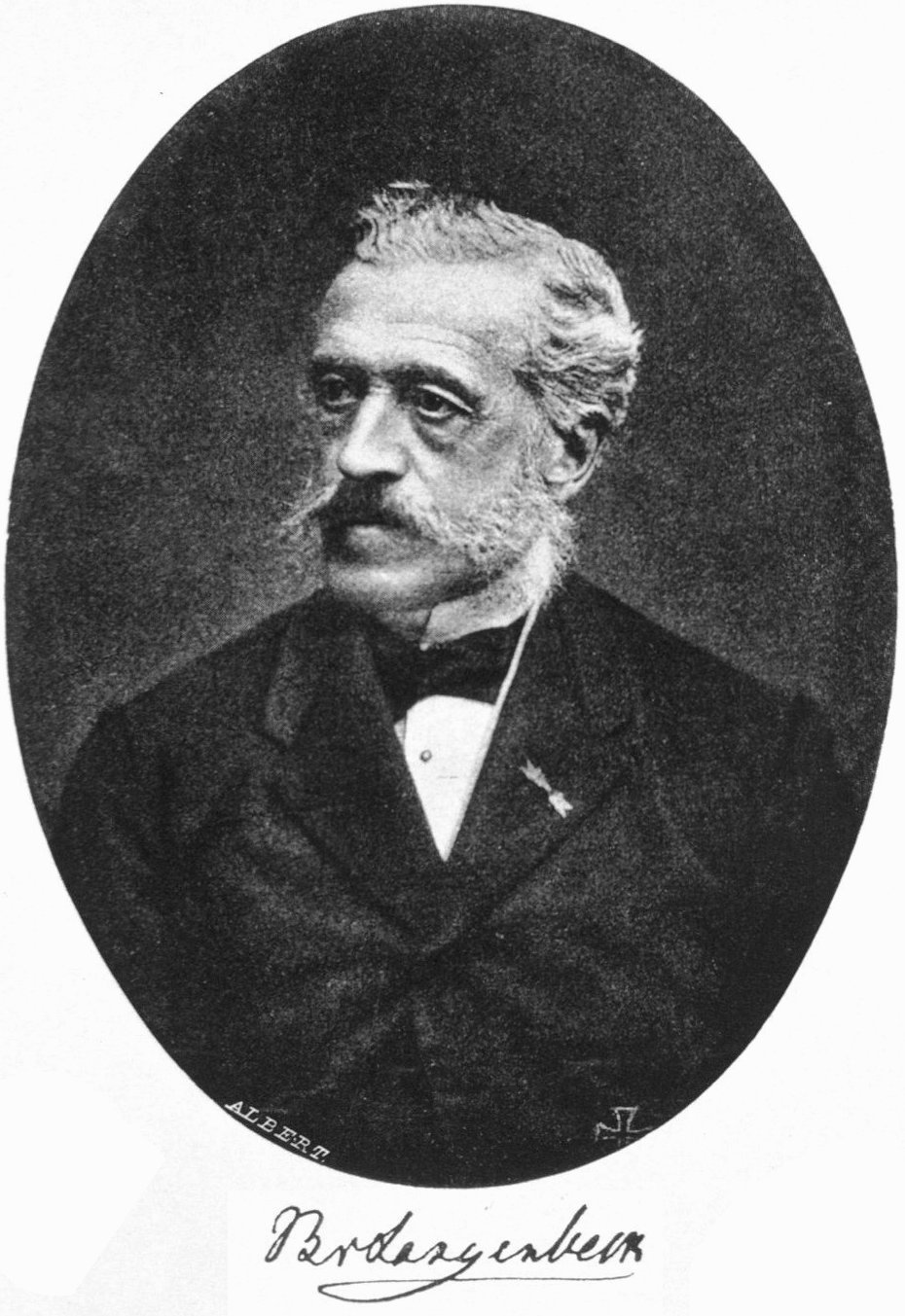
Bernhard von Langenbeck, der Vater von General Arnold von Langenbeck, war Chirurg, Generalarzt, Geheimer Obermedizinalrat und Professor.

Arnold Georg Eduard Langenbeck war der älteste Sohn von fünf Kindern des Chirurgen, Generalarztes, Geheimen Obermedizinalrates und Professors Bernhard Rudolf Konrad Langenbeck (1810–1887), der für seine Verdienste von König Wilhelm I. am 9. Juli 1864 in den erblichen preußischen Adelsstand erhoben wurde und seither für sich und seine Nachkommen das Adelsprädikat „von“ führen durfte, und dessen Ehefrau Arnoldine Reinhold (1817–1886). Seine jüngere Schwester Anna (* 1843) starb unverheiratet, während sein jüngerer Bruder Karl Friedrich Julius (1846–1870) als preußischer Sekondeleutnant im Garde-Schützen-Bataillon bei Rezonville während des Deutsch-Französischen Krieges gefallen ist. Seine zweitjüngste Schwester Helene (1848–1907) war die Ehefrau des Generals der Infanterie Arnold von Roon (1840–1906), während seine jüngste Schwester Elisabeth (1850–1917) 1874 den späteren Generalfeldmarschall Hans von Plessen (1841–1929) heiratete. Am 30. Oktober 1874 heiratete er selbst wiederum Theodora Edle von Schuppler.
Arnold Langenbeck besuchte zunächst die Klosterschule Roßleben sowie danach ein Gymnasium in Berlin und trat daraufhin am 1. April 1859 in das Husaren-Regiment „König Wilhelm I.“ (1. Rheinisches) Nr. 7 des Preußischen Armee ein. Er wurde 1860 zum Leutnant befördert und war zwischen 1863 und 1866 Absolvent der Preußischen Kriegsakademie. Zwischenzeitlich nahm er am Deutsch-Dänischen Krieg (1. Februar bis 30. Oktober 1864), der mit einem Sieg für Preußen und Österreich endete und zu territorialen Änderungen in Schleswig, Holstein sowie Lauenburg führte, sowie am Deutschen Krieg (14. Juni bis 23. August 1866) teil, der mit einem Sieg Preußens und seiner Verbündeten endete und zu territorialen Änderungen im Zuge der Preußischen Annexionen 1866 sowie zu einem Friedensschluss im Prager Frieden führte. 1865 wurde er zum Leib-Kürassier-Regiment „Großer Kurfürst“ (Schlesisches) Nr. 1 versetzt und nach seiner Beförderung zum Oberleutnant 1867 als Adjutant zur 1. Garde-Infanterie-Brigade. Während des Deutsch-Französischen Krieges (19. Juli 1870 bis 10. Mai 1871), der mit einem deutschen Sieg endete und zur Gründung des Deutschen Kaiserreiches führte, wurde er 1870 zunächst zum Preußischen Generalstab sowie nach seiner Beförderung zum Hauptmann am 3. Oktober 1871 in das Preußische Kriegsministerium kommandiert. Für seine Verdienste wurde er mit dem Eisernen Kreuz Erster und Zweiter Klasse ausgezeichnet.

### Aufstieg zum General der Kavallerie im Deutschen Kaiserreich
Nach Kriegsende wurde Hauptmann Arnold von Langenbeck zum Generalstab des XI. Armee-Korps versetzt und am 8. September 1877 zum Major befördert. 1879 erfolgte seine Versetzung zum Generalstab des III. Armee-Korps sowie daraufhin 1882 zum Generalstab des Gouverneurs der Festung Metz, General der Infanterie Kurt von Schwerin. Als Nachfolger von Oberst Edwin Werckmeister genannt von Oesterling wurde er am 4. Dezember 1884 Kommander des Ulanen-Regiments „Großherzog Friedrich von Baden“ (Rheinisches) Nr. 7 und verblieb auf diesem Posten bis zum 15. Mai 1888, woraufhin Oberstleutnant Roderich von Schönau-Wehr ihn ablöste. Während dieser Zeit wurde er am 14. April 1885 zum Oberstleutnant befördert. Nach seiner Beförderung zum Oberst am 21. Juli 1888 war er zwischen 1888 und 1890 Chef des Generalstabes des IV. Armee-Korps, dessen Kommandierende Generale in der Zeit zunächst General der Infanterie Wilhelm von Grolman sowie ab dem 22. März 1889 General der Kavallerie Carl von Hänisch waren. 1888 wurde er Kommandeur Zweiter Klasse des Ordens vom Zähringer Löwen.
Nachdem Arnold von Langenbeck am 18. November 1890 zum Generalmajor befördert worden war, übernahm er zwischen 1890 und 1893 den Posten als Kommandeur der 6. Kavallerie-Brigade sowie im Anschluss von 1893 bis 1894 als Oberquartiermeister im Großen Generalstab. 1893 wurde er Kommandeur Erster Klasse des Friedrichs-Ordens. 1894 wurde er zum Generalleutnant befördert und wurde daraufhin am 14. Mai 1894 als Nachfolger von Generalleutnant Eduard von Alberti Kommandeur der 2. Division in der Garnison Königsberg in Preußen. Diese Kommando hatte er bis zum 1. April 1897 inne und wurde anschließend von Generalleutnant Karl von Stünzner abgelöst. Er wiederum löste daraufhin am 27. Januar 1897 Generalleutnant Rudolf d’Orville von Löwenclau als Kommandeur der 33. Division in Straßburg ab. Er verblieb in dieser Verwendung bis zum 5. Januar 1898, woraufhin Generalleutnant Louis von Freyhold ihn ablöste.
Danach wurde von Langenbeck 1898 zum General der Kavallerie befördert und wurde als Nachfolger von General der Infanterie Hermann von Blomberg am 27. Januar 1898 Kommandierender General des II. Armee-Korps in Stettin. Er behielt diese Funktion bis zum 20. September 1906 und wurde daraufhin von General der Infanterie Josias von Heeringen abgelöst. Nach Beendigung seines Kommandos schied er aus dem aktiven Militärdienst und wurde à la suite dem Ulanen-Regiment „Großherzog Friedrich von Baden“ (Rheinisches) Nr. 7 zugeteilt. Er starb als General der Kavallerie am 26. Juni 1916. Da er keine Leibeserben hinterließ, erlosch mit ihm der Name von Langenbeck bereits in der zweiten Generation.

## Hintergrundliteratur
- Wer ist’s?, Band 4, 1909, S. 642 f. (Onlineversion)
- Die Generale der Chur-Brandenburgischen und Königlich Preußischen Armeen, 1895, S. 1068 f. (Onlineversion)
- Günter Wegner: Stellenbesetzung der Deutschen Heere 1815–1939. Die höheren Kommandostellen 1815–1939, 1990
- Deutsche Biographische Enzyklopädie. Band Kraatz–Menges, 2011, ISBN 978-3-11-094027-5, S. 244 (Onlineversion)